# Mus haussa
Mus haussa é uma espécie de roedor da família Muridae.
Pode ser encontrada no Senegal, Mauritânia, Mali, Burquina Fasso, Costa do Marfim, Gana, Benim, Níger e Nigéria.